# Espace Lp
En mathématiques, un espace Lp est un espace vectoriel de classes des fonctions dont la puissance d'exposant p est intégrable au sens de Lebesgue, où p est un nombre réel strictement positif. Le passage à la limite de l'exposant aboutit à la construction des espaces L∞ de fonctions bornées. Les espaces Lp sont appelés espaces de Lebesgue.
Identifiant les fonctions qui ne diffèrent que sur un ensemble négligeable, chaque espace Lp est un espace de Banach lorsque l'exposant est supérieur ou égal à 1. Lorsque 0 < p < 1, l'intégrale définit une quasi-norme qui en fait un espace complet. Il existe en outre une dualité entre les espaces d'exposants p et q conjugués, c'est-à-dire tels que 1⁄p + 1⁄q = 1.
Les espaces Lp généralisent les espaces L2 des fonctions de carré intégrable, mais aussi les espaces ℓp de suites de puissance p-ième sommable.
Diverses constructions étendent encore cette définition à l'aide de distributions ou en se contentant d'une intégrabilité locale.
Tous ces espaces constituent un outil fondamental de l'analyse fonctionnelle en permettant la résolution d'équations par approximation avec des solutions non nécessairement dérivables ni même continues.

## Définition

### Exposant fini
La norme p sur l'espace vectoriel de dimension finie Rn s'étend aux fonctions continues sur un segment [a, b] par
et plus généralement aux fonctions mesurables sur un espace mesuré (X, A, μ) et à valeurs réelles ou complexes et de puissance p intégrable par :
Sur un domaine X d'un espace euclidien, la mesure est en général celle de Lebesgue.
Or une fonction positive est d'intégrale nulle si et seulement si elle s'annule presque partout, c'est-à-dire sur le complémentaire d'un ensemble négligeable. L'espace Lp(X, A, μ) est alors défini comme quotient de l'espace des fonctions mesurables p intégrables, souvent noté : ℒp(X, A, μ), par le sous-espace vectoriel des fonctions presque partout nulles. Ce quotient identifie donc les fonctions qui sont dans la même classe pour la relation d'équivalence « f ~ g » ssi « f et g sont égales presque partout ».
Dans le cadre de la théorie de Riemann, l'espace Lp(R) peut aussi se définir par un procédé de complétion.

### Exposant infini
L'espace ℒ∞(X, A, μ) est défini comme l'espace vectoriel des fonctions μ-essentiellement bornées (c'est-à-dire les fonctions bornées sur le complémentaire d'un ensemble négligeable), muni de la semi-norme « borne supérieure essentielle ».
Ensuite, l'espace vectoriel normé L∞(X, A, μ) est, comme précédemment, le quotient de ℒ∞(X, A, μ) par le sous-espace des fonctions nulles presque partout.

## Exemples
Si X est l'ensemble N des entiers naturels, muni de la tribu discrète, et que μ est la mesure de comptage, l'espace Lp(X, A, μ) n'est autre que l'espace ℓp(N) des suites réelles dont la puissance d'exposant p est sommable.
Avec X = R muni de la tribu des boréliens et de la mesure de Lebesgue :
- la fonction x ↦ 1/x restreinte à [1, +∞[ est dans L2, mais pas dans L1 ;
- la fonction indicatrice de Q, définie sur R, qui vaut 1 en chaque nombre rationnel et 0 partout ailleurs, est dans L∞ et coïncide, dans cet espace, avec la fonction constante de valeur nulle, du fait que l'ensemble des rationnels est négligeable.

## Propriétés

### Norme et complétude
L'expression entre doubles barres donnée ci-dessus est bien positive et ne s'annule que pour la classe de la fonction nulle dans Lp(X, A, μ). En outre, elle est positivement homogène, c'est-à-dire que pour tout scalaire λ,
Cependant, elle ne satisfait l'inégalité triangulaire que pour p supérieur ou égal à 1. Les espaces Lp pour 1 ≤ p ≤ ∞ sont des espaces de Banach, c'est-à-dire complets pour la norme ainsi définie : c'est le théorème de Riesz-Fischer, qui démontre au passage que toute suite de Cauchy dans Lp possède une sous-suite qui converge presque partout.
Pour 0 < p < 1, ║ ║ est seulement une quasi-norme et Lp est seulement un F-espace, c'est-à-dire un espace vectoriel topologique métrisable complet, pour une distance invariante par translations : dp(f, g) = ║f – g║pp, mais il n'est pas localement convexe donc pas normable.

### Inclusions
- Si la mesure est finie alors, d'après l'inégalité de Hölder ou celle de Jensen, la famille des espaces Lp est décroissante, avec des injections continues :{\displaystyle {\text{si }}\mu (X)<+\infty {\text{ alors }}0<p\leq q\leq +\infty \Rightarrow \mathrm {L} ^{p}\supset \mathrm {L} ^{q}{\text{ et }}\sup _{f\in \mathrm {L} ^{q},\|f\|_{q}\leq 1}\|f\|_{p}=\|\mu (X)^{\frac {-1}{q}}\|_{p}=\mu (X)^{{\frac {1}{p}}-{\frac {1}{q}}}.}Il existe une réciproque forte pour les mesures σ-finies.
- Si les mesures des parties non négligeables sont minorées par un même réel strictement positif alors, la famille des Lp est croissante, avec des injections continues :{\displaystyle {\text{si }}\inf _{\mu (A)>0}\mu (A)=\varepsilon >0{\text{ alors }}0<p\leq q\leq +\infty \Rightarrow \mathrm {L} ^{p}\subset \mathrm {L} ^{q}{\text{ et }}\sup _{f\in \mathrm {L} ^{p},\|f\|_{p}\leq 1}\|f\|_{q}=\varepsilon ^{{\frac {1}{q}}-{\frac {1}{p}}}.}On a le même type de réciproque que ci-dessus : s'il existe p et q, avec 1 ≤ p < q ≤ +∞, tels que Lp ⊂ Lq, alors les mesures des parties non négligeables sont minorées par un même ε > 0[1].
- Dans le cas où l'espace X est un ensemble fini muni de la mesure de comptage, les deux conditions ci-dessus sont satisfaites et tous les espaces Lp sont identifiés à un même espace vectoriel normé de dimension finie.
- À l'inverse, pour la mesure de Lebesgue, qui ne vérifie aucune des deux conditions ci-dessus, il existe des fonctions[2] n'appartenant qu'à un seul Lp.
- Dans tous les cas, {\displaystyle 1\leq p\leq r\leq q\leq +\infty \Rightarrow \mathrm {L} ^{p}\cap \mathrm {L} ^{q}\subset \mathrm {L} ^{r}}et pour tout f ∈ Lp∩Lq, sur l'intervalle [p, q], le logarithme de la fonction r ↦ ║f║r est une fonction convexe de 1/r[3].
- L'inégalité de Tchebychev permet de prouver que pour tout r < ∞ et tout  f ∈ Lr, on a[3] :{\displaystyle \|f\|_{\infty }=\lim _{p\to +\infty }\|f\|_{p}.}

### Dualité
Pour 1 < p < +∞ et pour toute mesure, Lp est réflexif et son dual topologique s'identifie à l'espace Lq, où q est défini de façon que 1⁄p + 1⁄q = 1.
Si la mesure est σ-finie, le dual de L1 est L∞ et le dual de L∞ contient strictement  L1 (sauf cas triviaux).
L1([0, 1]) n'est le dual d'aucun espace, tandis que ℓ1 est le dual de nombreux espaces, dont celui des suites de limite nulle.

### Densité et séparabilité
Pour tout p ∈ [1, +∞], les fonctions étagées appartenant à Lp forment un sous-espace dense de Lp.
Pour p < +∞, on en déduit que :
- si la mesure est σ-finie et si la tribu est engendrée par un ensemble dénombrable de parties — en particulier si c'est la tribu borélienne d'un espace à base dénombrable — alors Lp est séparable[6] ;
- si X est un espace séparé localement compact, muni de sa tribu borélienne et d'une mesure quasi-régulière, les fonctions continues à support compact forment un sous-espace dense de Lp[7] ;
- si X est un ouvert de ℝn (muni de la tribu et de la mesure de Lebesgue), le sous-espace des fonctions infiniment dérivables et à support compact est encore dense dans Lp[8].